# Ioannis Chrysafis
Ioannis Chrysafis (řec. Ιωάννης Χρυσάφης, 1873, Athény – 12. října 1932) byl řecký sportovní gymnasta, organizátor a reorganizátor sportu v Řecku na rozhraní 19. a 20. století; na Letních olympijských hrách 1896 získal bronzovou olympijskou medaili za hromadné cvičení na bradlech.

## Chrysafis na olympijských hrách 1896
Chrysafis byl na olympiádě kapitánem družstva Ethnikos Gymnastikos Syllogos Athény, které bylo do hromadného cvičení družstva na bradlech postaveno proti národnímu družstvu Německa a dalšímu athénskému družstvu Panellinios Gymnastikos Syllogos. Zachovala se jména pouze čtyř cvičenců družstva Ethnikos. Družstva měla k dispozici sadu deseti nářadí a musela zacvičit tříminutovou sestavu, přičemž rozhodčí hodnotili celkové provedení, náročnost cviků a jejich sladění do celku. Němci bezkonkurenčně získali zlaté medaile. Obdobné cvičení na hrazdě žádné řecké družstvo neobsadilo. Družstvo Ethnikos skončilo na třetím místě.

## Osobní životopis a organizátorská činnost[2]
Chrysafis se narodil roku 1873 v Athénách, kde na tamní univerzitě studoval na Fyzikální a matematické fakultě. Záhy se seznámil s Ioannisem Fokianosem, významnou osobností počátků novodobých dějin řeckého sportu. Ten po roce 1870 věnoval velké úsilí vytváření sportovních institucí v zemi. Jeho smrtí krátce po athénské olympiádě toto zakladatelské údobí končí.
Chrysafis ale už před olympiádou pochopil, že řecký sport nemůže zůstat izolován od ostatní Evropy, a těžce narazil u vedení školy, kde vyučoval a kde se snažil nahradit německý systém tělesného cvičení systémem švédským. Chrysafis pak dostal příležitost svůj program vyzkoušet v rámci Národní gymnastické asociace v době příprav athénské olympiády. Současně vydal i dvě metodické knihy, které byly prvními sportovními publikacemi v Řecku. V Řecku se konaly především mezi studenty první sportovní soutěže s výlučně mezinárodně uznávanými soutěžemi a pravidly. Chrysafis se pak přímo zapojil do přípravy olympijských her 1896.
V roce 1899 byl Chrysafis vyslán na dvouletou studijní stáž do zahraničí a Chrysafis jako příznivec švédského systému tělesných cvičení si vybral Stockholm. Po návratu v roce 1902 začal vyučovat na sportovní škole, v dalších letech se účastnil mezinárodních sportovních konferencí, psal a překládal pravidla různých sportů (mezi jiným i fotbalu a basketbalu). Aktivně se podílel na organizaci jubilejních meziher v Athénách 1906. Velký význam pro další rozvoj tělovýchovy a sportu v Řecku měl nástup liberálního premiéra Eleftheria Venizelose. Chrysafis se již v roce 1910 stává inspektorem tělesné výchovy a v roce 1914 dokonce inspektorem generálním. Za balkánských válek a 1. světové války bojoval jako záložní důstojník na Balkáně, v roce 1919 byl jmenován ředitelem odboru tělesné výchovy ministerstva školství. Tehdy měl možnost uplatnit své metody především na řeckých školách. Ze své pozice napomohl rozvoji tělovýchovy i na poli legislativním. Umírá předčasně v roce 1932.